# Civilna Hrvatska
Civilna Hrvatska je jedna od Ilirskih provincija, koje su bile dio Francuskog Carstva od 1811 do 1814.

## Povijest
Provincija je utemeljena 15. kolovoza 1811, reorganizacijom Ilirskih provincija. Glavni grad joj je bio Karlovac. Bila je podijeljena 21 dio, kojima su središta bili; Karlovac, Metlika, Vrbovsko, Jastrebarsko, Samobor, Čabar, Kerekneit, Selina, Sisak, Gradac, Rijeka, Senj, Bakar, Kastav, Pazin, Wrem, Mrkopalj, Rab, Krk, Cres, Osor i Veli Lošinj.
Nakon invazije habsburgovaca 1814., provincija je vraćena Habsburškom carstvu i orginizirana kao Kraljevina_Ilirija.
Civilna Hrvatska je i značajna po tome što joj je pripala središnja Istra, odnosno što je od doba "Narodnih vladara" dio Istre (Pazinska knežija) bio u tvorevini koja je nosila hrvatsko ime.